# Géza Fejér
Géza Fejér (Hungría, 20 de abril de 1945) fue un atleta húngaro especializado en la prueba de lanzamiento de disco, en la que consiguió ser medallista de bronce europeo en 1971.

## Carrera deportiva
En el Campeonato Europeo de Atletismo de 1971 ganó la medalla de bronce en el lanzamiento de disco, con una marca de 61.54 metros, siendo superado por el checoslovaco Ludvík Daněk que con 63.90 metros batió el récord de los campeonatos, y el alemán Lothar Milde (plata con 61.62 metros).